# David Bonnier
David Bonnier, född 12 april 1933 i Oscars församling i Stockholm, är en svensk journalist, informationschef och skriftställare.
Bonnier är son till bokförläggaren Kaj Bonnier och Ulla Wetterlind, yngre bror till Suzanne Bonnier och Tomas Bonnier samt sonson till bokförläggaren Karl Otto Bonnier. Han är också brorson till förläggarna Tor Bonnier och Åke Bonnier den äldre samt genetikern Gert Bonnier. De tillhör alla mediesläkten Bonnier.
Han var reporter vid Dagens Nyheter med flera tidningar och tidskrifter 1960–1963 och blev informationschef vid Sandrews 1964. Han har gett ut publikationerna Auktionsgods: vad är det värt? (1981), Rätten till programinnehåll i satellit- och kabeltelevisionssändningar (1985) och Börsstopp (1987).
David Bonnier var under många år sambo med TV-profilen Lennart Swahn (1927–2008).